# Aubach (Erla)
Der Aubach ist ein rechter Zufluss der Erla, die selbst hier ab etwas vor Wallsee-Sindelburg (Niederösterreich) in einem Donaualtarm läuft, der im Zuge der Errichtung des Kraftwerkes Wallsee-Mitterkirchen abgetrennt wurde.
Der Aubach entsteht durch den Zusammenfluss des rechten, von Süden kommenden Harbachs und des linken, aus dem Südwesten zufließenden und kleineren Rohrbachs am Gemeindedreieck Haag (Süden) / St. Valentin (Westen) / Strengberg (Osten). Er fließt zunächst in Richtung Norden, um dann am Rand der Donauaue beim Strengberger Ort Mayerhofen diesem entlang scharf nach Ostsüdosten abzubiegen und sich der Erla und dahinter der Donau mehr und mehr zu nähern. Er mündet noch im Gebiet der Gemeinde Strengberg in die just eben in den Altarm eingeflossene Erla.
Auch der Österreichische Jakobsweg (Abschnitt Persenbeug–Sankt Pantaleon) verläuft ein kurzes Stück entlang des Aubaches, um ihn dann zu queren.
In der Donauaue am Aubach lag auch der Ort Au, der nach mehreren Hochwasserkatastrophen im Jahr 2002 ausgesiedelt wurde. Heute befinden sich hier nurmehr ein paar Häuser und die Aukapelle.